# 田中乃愛
田中 乃愛（たなか のあ、2013年7月9日 - ）は、日本の子役、タレント。
東京都出身。ワイケーエージェント所属。田中悠愛は実の姉。

## 略歴
0歳の頃から芸能活動を始め、赤ちゃんの頃はベネッセのVPに数多く出演。子役としてドラマ『僕のいた時間』（2014年）、『過保護のカホコ』『コウノドリ』『民衆の敵〜世の中、おかしくないですか!?〜』（2017年）や『映画刀剣乱舞』（2019年）などの話題作に出演し、早くより「実力派」として存在感を発揮する。
2019年にはNHK連続テレビ小説『なつぞら』にて主人公の妹で清原果耶演じる奥原千遥の幼少期を演じて注目を集め、同年のBS時代劇『螢草 菜々の剣』では清原と共演。翌2020年にはNHK大河ドラマ『麒麟がくる』で駒の幼少期を演じ、前年の『いだてん〜東京オリムピック噺〜』に続きNHK大河ドラマに2年連続出演。また同年の『エール』でNHK連続テレビ小説に2年連続で出演し、主人公夫妻の長女・古山華の幼少期を演じる。

## 出演

### テレビドラマ
- 花咲くあした（2014年、NHK BSプレミアム）
- 僕のいた時間（2014年、フジテレビ）
- ママが生きた証（2014年、テレビ朝日）
- エンジェル・ハート（2015年10月11日 - 12月6日、日本テレビ） - シャンイン（幼少期）役
- 家族ノカタチ（2016年、TBS） - 園児 役
- OUR HOUSE（2016年、フジテレビ）
- せいせいするほど、愛してる（2016年、TBS）
- 連続テレビ小説（NHK）
  - とと姉ちゃん スピンオフドラマ「福助人形の秘密」（2016年11月9日、NHK BSプレミアム） - めぐみ（幼少期）役
  - 半分、青い。（2018年度前期）
  - なつぞら（2019年度前期） - 奥原千遥（幼少期）役
  - エール 第13週（2020年6月22日 - ） - 古山華（幼少期）役[3][4]
- がっぱ先生!（2016年9月23日、日本テレビ） - 村本千尋 役
- キャリア〜掟破りの警察署長〜 第1話（2016年10月9日、フジテレビ） - 女の子 役
- この世にたやすい仕事はない 第2話（2017年4月13日、NHK BSプレミアム） - 子供 役
- 母になる（2017年、日本テレビ） - 園児 役
- 女囚セブン 第2話・第3話（2017年4月28日・5月5日、テレビ朝日） - 市川芽衣 役
- 過保護のカホコ（2017年7月12日 - 9月13日、日本テレビ） - 冨田糸（幼少期）役
- コウノドリ（2017年、TBS）
- BS笑点ドラマスペシャル 桂歌丸（2017年10月9日、BS日テレ） - 娘3歳 役
- 民衆の敵〜世の中、おかしくないですか!?〜（2017年、フジテレビ）
- FINAL CUT（2018年、関西テレビ・フジテレビ） - 熊谷志穂 役
- 天才を育てた女房（2018年2月23日、読売テレビ） - 岡すがね（3歳） 役
- 声ガール! 第1話・最終話（2018年4月8日・6月10日、テレビ朝日） - 小学生 役
- 闇の伴走者〜編集長の条件 第3話・第5話（2018年4月14日・28日、WOWOW） - 女の子 役[5][6]
- 警視庁ゼロ係〜生活安全課なんでも相談室〜 THIRD SEASON 第4話（2018年8月24日、テレビ東京） - 益山久美（5歳） 役
- 主婦カツ!（2018年、NHK BSプレミアム） - 大塚葵 役
- NHK大河ドラマ（NHK）
  - いだてん〜東京オリムピック噺〜（2019年） - 金栗サワ 役
  - 麒麟がくる（2020年） - 駒（幼少期）役
  - 鎌倉殿の13人（2022年）
- 二つの祖国（2019年3月23日・24日、テレビ朝日） - 天羽春子（幼少期）役
- おとうさんといっしょ ミニドラマ「ある日のおとうさん」（2019年5月26日、NHK BSプレミアム） - まいちゃん 役
- 螢草 菜々の剣（2019年7月24日 - 9月4日、NHK BSプレミアム） - 風早とよ 役
- FLY! BOYS, FLY! 僕たち、CAはじめました（2019年9月24日、関西テレビ） - 橘理沙 役
- 赤ひげ2 第2回（2019年11月8日、NHK BSプレミアム） - おとく 役
- ディア・ペイシェント〜絆のカルテ〜 第2回（2020年7月24日、NHK総合） - 笠原祥子（幼少期） 役
- 監察医 朝顔 第8話（2020年12月21日、フジテレビ）- 女の子 役
- あなたのそばで明日が笑う（2021年3月6日、NHK総合）- 加代 役
- 春の呪い 第1話（2021年5月22日、テレビ東京） - 立花春（幼少期） 役
- 理想のオトコ 第4話・最終話（2021年4月28日・5月27日、テレビ東京） - 小松燈子（幼少期） 役
- PICU 小児集中治療室 第2話 （2022年10月17日、フジテレビ） ‐ 佐渡莉子 役
- 永遠の昨日（2022年10月21日 - 12月9日、毎日放送） - 山田渚 役
- 家政夫のミタゾノ 第6シリーズ 第7話（2023年11月21日、テレビ朝日） - 矢崎恵美 役
- マイダイアリー 第3話（2024年11月10日、朝日放送テレビ・テレビ朝日系） - 白石まひるのクラスメイト 役[7]

### 配信ドラマ
- ゼロ エピソードZERO 後藤ミツル編（2018年、Hulu） - 幼い姉妹・妹 役
- 向かいの“バズれない”家族 SNSを奪還せよ（2019年、Hulu） - あかりの子供 役
- ボイス 110緊急指令室 CALL BACK（2019年、Hulu）  - 詞葉 役
- インフルエンス 第1話・第2話（2021年3月、WOWOW） - 戸塚友梨（幼少期）役
- 取り立て屋ハニーズ（2021年4月、ひかりTV） - 丹羽リリカ（幼少期）役
- ボーダレス 第2話・第7話（2021年3月・4月、ひかりTV、dtv） - 八辻芭留（幼少期）役
- 大食い捜査官　木下ゆうか　エピソード0（2021年4月、YouTube） - 米田花 役

### 映画
- ショートフィルム『美知の通勤電車』（EARTH Act For Life AWARD 大賞作品原作, 2018年6月公開）[8][9] - 美知（幼少） 役
- 映画『映画刀剣乱舞-継承-』（2019年1月18日） - 幼い審神者 役
- 夏への扉 -キミのいる未来へ-（2021年6月25日公開）
- 竜とそばかすの姫（2021年7月16日公開） - 鈴（幼少期）役（声の出演）

### 舞台
- ミュージカル『しゃばけ』 - 鳴家 役

### CM
- からだ十六茶（アサヒ飲料）「知らないぞう」篇
- タカラトミー「カギでうごくよシリーズ こえだちゃんと木のおうち」
- コーチャンフォー「前のめりバージョン」
- BS12「Hawaii×Hawaii」
- 資生堂 アクアレーベル WEBムービー「ハリつや篇」「美白篇」（2016年） - 声
- 講談社「おともだち」
- 小林製薬 熱さまシート「熱さまくん」篇

### DVD
- ベネッセこどもちゃれんじ

「ぷちファースト」「baby」「ぷち」「ぽけっと」
- ベネッセこどもちゃれんじ

「ぷちリズムダンス」「ぽけっとリズムダンス」

### 雑誌・カタログ
- 小学館「小学一年生」2019年度モデル
- ディノスリビング家具キッチン収納商品

### イベント
- 2016秋冬 nanan 神戸コレクション
- HALLOWEEN's FES 2016「ジャックオーランド]（2016年10月、横浜アリーナ）

### MV
- 清水翔太「花束のかわりにメロディーを」